# Três Barras da Estrada Real
Três Barras da Estrada Real é um distrito do município brasileiro de Serro, no interior do estado de Minas Gerais. Segundo o censo demográfico de 2022, realizado pelo Instituto Brasileiro de Geografia e Estatística (IBGE), sua população era de 431 habitantes e havia 131 domicílios particulares permanentes ocupados. Possui área de 46,53 km² conforme a Fundação João Pinheiro (FJP). Foi criado pela lei municipal nº 68 de 27 de julho de 2006.
Encontra-se localizado na região do Alto Jequitinhonha, a 14 km da cidade. Destaca-se, no núcleo do distrito, a Capela de São Geraldo, de arquitetura colonial mineira. A capela, com sua simplicidade e singularidade, constitui símbolo da fé e da identidade da população local, pontificando entre o casario de cores alegres e harmoniosas. As cachoeiras, a natureza exuberante, o bucolismo das ruas e a hospitalidade de Três Barras encantam os turistas que chegam ao lugar.[carece de fontes?]